# Superligaen 2007/2008
Superligaen 2007/2008 var den 18:e säsongen av Superligaen, anordnad av Dansk Boldspil-Union för att kora danska mästare i fotboll. Serien spelades mellan 18 juli 2007 och 24 maj 2008, med vinteruppehåll.
Danska mästarna kvalificerade sig för Champions League 2008/2009. Tvåan och trean kvalificerade sig för Uefacupen 2008/2009. Fyran kvalificerade sig för Intertotocupen 2008. Elvan och tolvan flyttades ner till 1. division. Ettan och tvåan i 1. Division flyttades upp till Superligaen.

## Deltagande lag
| Klubb           | Slutplacering Föregående säsong | Första säsong i Danmarks toppdivision | Första säsong i nuvarande ordning i Danmarks toppdivision |
| --------------- | ------------------------------- | ------------------------------------- | --------------------------------------------------------- |
| AGF             | Tvåa i 1. division              | 1918/1919                             | 2007/2008                                                 |
| AC Horsens      | 10                              | 1929-30                               | 2005/2006                                                 |
| Brøndby IF      | 6                               | 1982                                  | 1982                                                      |
| Esbjerg fB      | 7                               | 1928/1929                             | 2001/2002                                                 |
| FC Köpenhamn    | 1                               | 1992/1993                             | 1992/1993                                                 |
| FC Midtjylland  | 2                               | 2000/2001                             | 2000/2001                                                 |
| FC Nordsjælland | 5                               | 2002/2003                             | 2002/2003                                                 |
| Lyngby BK       | Etta i 1. division              | 1980                                  | 2007/2008                                                 |
| Odense BK       | 4                               | 1927/1928                             | 1999/2000                                                 |
| Randers FC      | 8                               | 1941/1942                             | 2006/2007                                                 |
| Viborg FF       | 9                               | 1927/1928                             | 1998/1999                                                 |
| AaB             | 3                               | 1928/1929                             | 1987                                                      |

## Tabeller

### Poängtabell
| Nr | Lag               | S  | V  | O  | F  | GM | IM | MS  | P  |
| -- | ----------------- | -- | -- | -- | -- | -- | -- | --- | -- |
| 1  | AaB               | 33 | 22 | 5  | 6  | 60 | 38 | +22 | 71 |
| 2  | FC Midtjylland    | 33 | 18 | 8  | 7  | 53 | 36 | +17 | 62 |
| 3  | FC Köpenhamn (RM) | 33 | 17 | 9  | 7  | 51 | 29 | +22 | 60 |
| 4  | Odense BK         | 33 | 12 | 16 | 5  | 46 | 27 | +19 | 52 |
| 5  | AC Horsens        | 33 | 14 | 10 | 9  | 47 | 43 | +4  | 52 |
| 6  | Randers FC        | 33 | 13 | 8  | 12 | 41 | 33 | +8  | 47 |
| 7  | Esbjerg fB        | 33 | 13 | 6  | 14 | 59 | 54 | +5  | 45 |
| 8  | Brøndby IF        | 33 | 11 | 10 | 12 | 44 | 44 | 0   | 43 |
| 9  | FC Nordsjælland   | 33 | 11 | 10 | 12 | 47 | 51 | −4  | 43 |
| 10 | AGF (U)           | 33 | 7  | 8  | 18 | 33 | 51 | −18 | 29 |
| 11 | Viborg FF         | 33 | 5  | 5  | 23 | 29 | 68 | −39 | 20 |
| 12 | Lyngby BK (U)     | 33 | 3  | 9  | 21 | 33 | 69 | −36 | 18 |

1. ↑  Brøndby IF kvalificerade sig för Uefacupen genom att ha vunnit danska cupen
2. ↑  FC Nordsjælland kvalificerade sig för Uefacupen genom Uefa:s fair play-ranking

### Resultattabell
| Hemma \ Borta   | ACH | AGF | BIF | EFB | FCK | FCM | FCN | LBK | OB  | RFC | VFF | AAB | ACH | AGF | BIF | EFB | FCK | FCM | FCN | LBK | OB  | RFC | VFF | AAB |
| --------------- | --- | --- | --- | --- | --- | --- | --- | --- | --- | --- | --- | --- | --- | --- | --- | --- | --- | --- | --- | --- | --- | --- | --- | --- |
| AC Horsens      |     | 0–0 | 4–2 | 4–3 | 3–2 | 2–1 | 2–0 | 2–1 | 2–2 | 1–0 | 1–1 | 1–1 |     |     | 1–3 | 3–1 |     | 1–1 |     |     |     | 1–0 |     | 1–2 |
| AGF             | 1–2 |     | 1–1 | 0–1 | 0–1 | 2–0 | 1–2 | 0–0 | 0–2 | 0–0 | 0–0 | 3–5 | 1–2 |     |     |     | 0–2 |     | 3–3 | 3–1 | 0–2 |     |     |     |
| Brøndby IF      | 3–0 | 0–1 |     | 2–1 | 0–1 | 2–1 | 2–2 | 3–0 | 1–1 | 1–1 | 1–1 | 0–1 |     | 2–1 |     |     | 2–1 |     | 3–0 | 3–0 | 0–2 | 3–1 |     |     |
| Esbjerg fB      | 1–3 | 2–2 | 1–0 |     | 2–1 | 2–0 | 1–2 | 2–1 | 0–0 | 1–3 | 2–1 | 1–2 |     | 0–1 | 3–2 |     |     | 3–2 |     |     |     | 3–2 |     | 1–1 |
| FC Köpenhamn    | 1–0 | 1–1 | 1–1 | 5–2 |     | 0–0 | 1–1 | 2–0 | 2–1 | 1–0 | 3–1 | 4–0 | 1–0 |     |     | 2–1 |     | 0–2 |     | 3–1 |     | 0–1 | 3–0 |     |
| FC Midtjylland  | 1–1 | 2–0 | 5–0 | 2–2 | 2–2 |     | 1–0 | 2–1 | 2–1 | 3–2 | 1–0 | 2–1 |     | 3–2 | 1–1 |     |     |     |     |     | 3–1 | 2–1 | 2–1 | 2–0 |
| FC Nordsjælland | 0–0 | 3–2 | 1–0 | 3–1 | 1–0 | 1–1 |     | 0–1 | 3–3 | 2–1 | 4–0 | 1–2 | 1–2 |     |     | 3–2 | 1–2 | 0–3 |     | 0–0 |     |     | 5–3 |     |
| Lyngby BK       | 0–0 | 1–3 | 2–2 | 1–6 | 1–4 | 1–2 | 0–0 |     | 0–3 | 0–3 | 2–0 | 3–4 | 4–1 |     |     | 1–3 |     | 1–2 |     |     |     | 0–0 |     | 0–2 |
| Odense BK       | 3–3 | 2–0 | 0–0 | 1–1 | 0–0 | 0–1 | 3–0 | 1–1 |     | 0–0 | 4–0 | 1–1 | 2–0 |     |     | 1–1 | 0–0 |     | 1–1 | 1–1 |     |     | 1–0 |     |
| Randers FC      | 0–0 | 0–1 | 2–1 | 1–0 | 2–1 | 3–0 | 1–1 | 2–2 | 0–0 |     | 2–0 | 5–0 |     | 4–1 |     |     |     |     | 2–1 |     | 0–2 |     | 0–2 | 1–0 |
| Viborg FF       | 2–1 | 2–0 | 1–1 | 0–5 | 2–3 | 1–1 | 2–3 | 2–1 | 0–2 | 0–1 |     | 0–1 | 1–3 | 0–2 | 1–2 | 0–4 |     |     |     | 3–2 |     |     |     |     |
| AaB             | 1–0 | 2–0 | 3–0 | 2–0 | 1–1 | 1–0 | 2–1 | 5–3 | 2–3 | 3–0 | 3–2 |     |     | 3–1 | 2–0 |     | 0–0 |     | 3–1 |     | 2–0 |     | 2–0 |     |

## Säsongsstatistik

### Målskytte
- Säsongens första mål: Thomas Dalgaard för Randers mot Viborg (18 juli 2007)
- Snabbaste mål i en match: Søren Friis (18 sekunder) för Horsens mot Viborg (14 april 2008)
- Högsta vinstmarginal: Viborg 0-5 Esbjerg (22 juli 2007) / Midtjylland 5-0 Brøndby (29 juli 2007) / Randers 5-0 AaB (1 augusti 2007) / Lyngby 1-6 Esbjerg (20 augusti 2007)
- Flest mål i en match: AGF 3-5 AaB (8 oktober 2007) / AaB 5-3 Lyngby (2 december 2007) / Nordsjælland 5-3 Viborg (27 april 2008)
- Säsongens första hat-trick: Rajko Lekic för Esbjerg mot Viborg (22 July 2007)

### Markeringskort
- Första gula kortet: Robert Åhman-Persson för Viborg mot Randers (18 juli 2007)
- Första röda kortet: Aílton José Almeida för Köpenhamn mot Viborg (28 augusti 2007)
- Snabbste röda kortet i en match: Atle Roar Håland (7 sekunder) för OB mot Horsens (11 maj 2008)

### Publiksiffror
| Lag          | Genomsnitt | Högsta publiksiffa | Lägsta publiksiffa |
| ------------ | ---------- | ------------------ | ------------------ |
| Copenhagen   | 19 454     | 32 153             | 13 851             |
| Brøndby      | 15 906     | 25 313             | 9 865              |
| AGF          | 9 827      | 14 077             | 4 148              |
| OB           | 9 012      | 14 616             | 6 149              |
| Midtjylland  | 8 971      | 11 763             | 4 909              |
| AaB          | 8 945      | 13 647             | 4 729              |
| Randers      | 6 884      | 11 053             | 3 815              |
| Esbjerg      | 6 610      | 11 008             | 4 089              |
| Viborg       | 4 416      | 6 981              | 2 952              |
| Nordsjælland | 4 197      | 9 045              | 2 299              |
| Horsens      | 3 992      | 6 700              | 2 115              |
| Lyngby       | 2 474      | 6 955              | 1 035              |

## Mål

### Skytteligan
| Rank | Spelare               | Lag             | Mål |
| ---- | --------------------- | --------------- | --- |
| 1    | Jeppe Curth           | AaB             | 17  |
| 2    | Martin Bernburg       | FC Nordsjælland | 14  |
| 3    | Peter Graulund        | AGF             | 13  |
| 3    | Henrik Hansen         | AC Horsens      | 13  |
| 5    | Frank Kristensen      | FC Midtjylland  | 12  |
| 6    | Christian Holst       | Lyngby BK       | 9   |
| 6    | Gilberto Macena       | AC Horsens      | 9   |
| 6    | Christopher Katongo   | Brøndby IF      | 9   |
| 6    | Rade Prica            | AaB             | 9   |
| 10   | Marcus Allbäck        | FC Köpenhamn    | 8   |
| 10   | Hans Henrik Andreasen | Odense BK       | 8   |
| 10   | Mikkel Beckmann       | Lyngby BK       | 8   |
| 10   | Atiba Hutchinson      | FC Köpenhamn    | 8   |
| 10   | Rawez Lawan           | AC Horsens      | 8   |

### Hat-tricks
| Målskytt        | Match                | Datum            |
| --------------- | -------------------- | ---------------- |
| Rajko Lekic     | Viborg mot Esbjerg   | 22 juli 2007     |
| Thomas Dalgaard | Randers mot AaB      | 1 augusti 2007   |
| Jeppe Curth     | AGF mot AaB          | 8 oktober 2007   |
| Peter Graulund  | AGF mot Nordsjælland | 28 november 2007 |
| Baye Djiby Fall | Lyngby mot OB        | 4 april 2008     |

## Matchställ 2007/2008
| Lag             | Tillverkare | Ställsponsor            | Noterbart |
| --------------- | ----------- | ----------------------- | --- |
| AaB             | hummel      | Spar Nord               | Samma ställ som 2006/2007 fram till 25 november 2007 då ett nytt hemmaställ infördes. Det hade inte vitt där fram, och innehöll även guld-text. |
| AC Horsens      | hummel      | Telia Stofa             | Spar Nord och 3-stjernet ersattes som sponsor av kabel-TV-bolaget Telia Stofa. Nytt hemmaställ, och nytt grå-svart bortaställ.                  |
| AGF             | hummel      | Ceres/Faxe Kondi        | Samma ställ som 2006/2007. |
| Brøndby IF      | adidas      | Codan                   | Samma hemmaställ och tredjeställ som 2006/2007. Ny brun bortatröja med ljusblå detaljer.                                                        |
| Esbjerg fB      | Umbro       | Frøs Herreds Sparekasse | Nytt hemmaställ med olika ränder, och ränder på armarna. Guldtext.                                                                              |
| FC Köpenhamn    | Kappa       | Carlsberg               | Nytt bortaställ med blå krage och guldtext där bak.                                                                                             |
| FC Midtjylland  | Puma        | Spar                    | Nytt stäl i regelbunden PUMA-stil. |
| FC Nordsjælland | H2O         | Jyske Bank              | Samma ställ som 2006/2007 fram till 2 december 2007, då ett nytt lila hemmaställ infördes.                                                      |
| Lyngby BK       | Nike        | Herbalife               | Nytt hemmaställ med vita armar. Nytt rödd bortaställ.                                                                                           |
| OB              | Nike        | Carlsberg               | Samma hemmaställ som vårsäsongen 2007. Nytt svart bortaställ.                                                                                   |
| Randers FC      | Umbro       | Forenede Rengøring      | Samma ställ som 2006/2007 |
| Viborg FF       | PUMA        | Telia                   | Samma ställ som 2006/2007 |

## Anläggningar
| Lag             | Anläggning         | Publikkapacitet |
| --------------- | ------------------ | --------------- |
| FC Köpenhamn    | Parken Stadium     | 34 098          |
| Brøndby IF      | Brøndby Stadium    | 29 000          |
| AGF             | NRGi Park          | 20 200          |
| OB              | Fionia Park        | 15 761          |
| AaB             | Energi Nord Arena  | 13 800          |
| Esbjerg fB      | Blue Water Arena   | 13 282          |
| Lyngby BK       | Lyngby Stadion     | 12 000          |
| Randers FC      | Essex Park Randers | 12 000          |
| FC Midtjylland  | SAS Arena          | 11 809          |
| FC Nordsjælland | Farum Park         | 10 000          |
| Viborg FF       | Viborg Stadion     | 9 566           |
| AC Horsens      | Casa Arena Horsens | 6 700           |

## Förändringar på tränarsidan
| Lag        | Avgående tränare | Anledning till avgång | Ledig tjänst    | Ersatt av   | Blev utsedd    |
| ---------- | ---------------- | --------------------- | --------------- | ----------- | -------------- |
| OB         | Bruce Rioch      | Slutade               | 12 mars 2007    | Lars Olsen  | 1 juli 2007    |
| Randers FC | Lars Olsen       | Kontraktet upphörde   | 30 juni 2007    | Colin Todd  | 1 juli 2007    |
| Viborg FF  | Anders Linderoth | Gemensamt samtycke    | 9 november 2007 | Hans Eklund | 1 januari 2008 |

## Uppflyttning
Följande lag flyttades upp till Superligaen vid slutet av föregående säsong:
- Lyngby BK (Vinnare av 1. division)
- AGF (Tvåa i Vinnare av 1. division)

## Nedflyttning
Följande lag flyttades ner från Superligaen föregående säsong:
- Vejle B (Vann med 2-1 borta mot AC Horsens den 24 maj 2007, men Viborg vann också.)
- Silkeborg IF (spelade 1-1 mot FC Nordsjælland den 20 maj 2007 då man behövde vinna.)